# Escándalo por vacunas VIP en el Ministerio de Salud de Corrientes
El escándalo por vacunas VIP en el Ministerio de Salud de Corrientes, se refiere al hallazgo casual el 8 de marzo de 2021, de 900 vacunas contra la COVID-19, transportadas en un automóvil por el ministro de Salud de la provincia de Corrientes, en Argentina, Ricardo Cardozo. La denuncia del hecho fue realizada por los legisladores del Frente de Todos y varios medios de prensa, quienes sostuvieron que se trataba de un traslado irregular, sin documentación alguna que lo ordene ni cumplimiento de los protocolos. En sentido contrario, el hecho fue convalidado por el gobernador Gustavo Valdés, perteneciente a la Unión Cívica Radical, informando que el ministro y otros funcionarios habían decidido trasladar vacunas en los autos oficiales de la gobernación, cumpliendo con todos los protocolos.

## Hechos

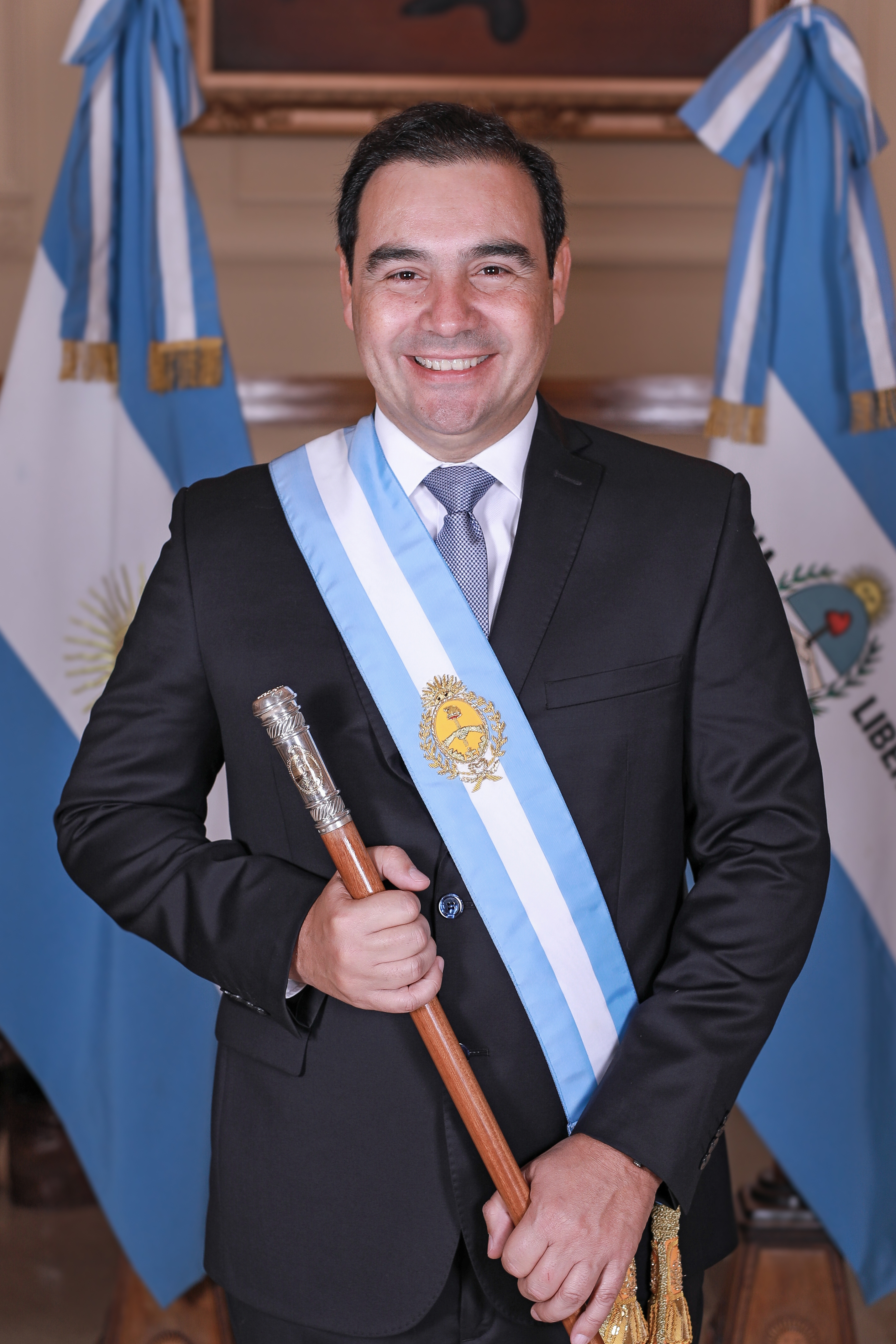
Gustavo Valdés, gobernador de la provincia de Corrientes, perteneciente a la Unión Cívica Radical, avaló el transporte de vacunas realizado personalmente por el ministro de Salud.

El 8 de marzo de 2021, cerca de las 9 de la mañana, el ministro de Salud de la provincia de Corrientes, Ricardo Cardozo, chocó con otro vehículo en la avenida Maipú esquina calle Guayquiraró de la Ciudad de Corrientes. El ministro, que conducía personalmente el automóvil, sufrió «una descompensación» debido a una afección cardíaca, que lo llevó a perder el control del vehículo y chocar de frente contra otro vehículo que venía en sentido contrario por la avenida.
Al llegar la policía descubrieron que en el automóvil del funcionario se trasladaban vacunas contra la COVID-19. Ese mismo día, el gobierno informó sobre el hecho, admitiendo que el ministro estaba transportando vacunas destinadas a la ciudad de Goya -aunque sin informar la cantidad-, en un auto oficial y cumpliendo con todos los protocolos. Extraoficialmente, informó inicialmente que se trataba solo de dos cajas destinadas a almacenar 72 dosis, luego que se trataba de unas 400 a 600 vacunas, y finalmente se comunicó que eran 900 vacunas. Desde el Ministerio de Salud se hizo saber que el traslado de vacunas de manera personal por funcionarios, era una operatoria habitual.
La explicación del gobierno «no fue bien recibida por parte del pueblo correntino y los medios de comunicación locales». En Corrientes, el almacenamiento y traslado de las vacunas lo realiza la empresa Droguería del Sud, contratada a tal efecto. Por otra parte, el periodista de Radio 10 de Corrientes, Wilfredo Oviedo, detectó otra irregularidad en el informe oficial al constatar que la dirección en la que iba el automóvil del ministro, según las fotos tomadas en el lugar del accidente, contradecía el comunicado oficial: «el ministro no estaba saliendo para Goya sino que estaba ingresando a la capital».
Ante la situación, los legisladores provinciales del Frente de Todos solicitaron un informe al Ministerio de Salud provincial y la renuncia del ministro. El gobernador negó la posibilidad de despedir al ministro, argumentando que «no se va a echar a un ministro porque sufre un infarto».